# Georges Bernage
Georges Bernage, né le 9 août 1949 est un éditeur français, fondateur des Éditions Heimdal et auteur d'une quarantaine de livres consacrés principalement à la Normandie et à la Seconde Guerre mondiale.

## Biographie
Durant ses études à l'institut des études scandinaves de l'université de Caen, George Bernage crée en 1971 une revue historique consacrée à la Normandie qu'il intitule Heimdal, du nom d'une divinité de la mythologie nordique,. 
Trois ans plus tard, en 1974, alors que le magazine prend de l'ampleur et à l'occasion de la parution de son premier livre La Normandie romantique, il fonde les éditions Heimdal à Bayeux, dans le Calvados,. En parallèle de son activité d'éditeur, il écrit une quarantaine d'ouvrages historiques consacrés principalement à la Normandie et à la Seconde Guerre mondiale.
Il a collaboré avec le Groupement de recherche et d'études sur la civilisation européenne.

## Ouvrages
- La Normandie romantique : 113 lithographies et gravures, Caen, Éditions Heimdal, 1974, 85 p. (BNF 34563407)
- La Topographie de la Normandie : d'après Chastillon et Mérian, Bayeux, Éditions Heimdal, 1975, 38 p. (BNF 34577179)
- Le Pont d'Arnhem  (avec la collaboration d'Éric Lefèvre), Bayeux, Éditions Heimdal, 1977, 132 p. (BNF 34595329)
- Encyclopédie médiévale (lire en ligne), d'après Viollet-Le-Duc, Heimdal, 1978, 718 p. Refonte du Dictionnaire raisonné de l'architecture qui n'y figure qu'à 40% selon les informations de l'éditeur dans son avant-propos (p.10) et qui la présente comme l'édition du centième anniversaire de la mort de l'auteur, avec un an d'avance.
- Les Vikings en Normandie  (en collaboration avec Jean Mabire et Paul Fichet), Paris, Copernic, 1979, 192 p. (BNF 34650951)
- Comment reconnaître les meubles normands, Bayeux, Éditions Heimdal, coll. « Guides Heimdal », 1980, 31 p. (BNF 34777951)
- La Normandie médiévale, Bayeux, Éditions Heimdal, coll. « La France médiévale », 1980, 174 p. (BNF 36262720)
- Le Costume normand, Bayeux, Éditions Heimdal, coll. « Guides Heimdal », 1981, 31 p. (BNF 34777897)
- Prénoms normands et vikings, Bayeux, Éditions Heimdal, coll. « Guides Heimdal », 1981, 31 p. (BNF 34777902)
- La Bataille de Normandie, 7 juin-10 août 1944, Bayeux, Éditions Heimdal, coll. « Guides Heimdal », 1982, 31 p. (BNF 34778477)
- Normandie, album mémorial : 6 juin-22 août 1944  (en collaboration avec Jean-Pierre Benamou et Régis Grenneville), Bayeux, Éditions Heimdal, 1983, 528 p. (BNF 34723899)
- Bataille des haies : Normandie 1944  (en collaboration avec Jean-Pierre Benamou et Régis Grenneville), Bayeux, Éditions Heimdal, coll. « Maxiguides Heimdal », 1984, 32 p. (BNF 35262150)
- Cobra, la bataille décisive  (en collaboration avec Georges Cadel), Bayeux, Éditions Heimdal, 1984, 231 p. (ISBN 2-902171-15-3, BNF 34760938)
- Normandie 1944, les plages du Débarquement : the landing beaches  (en collaboration avec Jean-Pierre Benamou et Régis Grenneville), Bayeux, Éditions Heimdal, coll. « Maxiguides Heimdal », 1984, 32 p. (ISBN 2-902171-09-9, BNF 35262151)
- La "Flak" : 1935-1945, la DCA allemande  (réalisé par Patrick de Gmeline,  en collaboration avec Alain Chazette et Herbert Fürbringer), Bayeux, Éditions Heimdal, 1986, 96 p. (ISBN 2-902171-22-6, BNF 34957781)
- La Bataille de Moscou : 2 octobre 1941 au 24 janvier 1942  (réalisé par Yves Buffetaut, en collaboration avec Michel Truttmann), Bayeux, Éditions Heimdal, 1987, 96 p. (BNF 34933880)
- Normandie, août 1944 : la retraite allemande, Bayeux, Éditions Heimdal, 1988, 95 p. (BNF 35058886)
- Les Canadiens face à la Hitlerjugend, vol. I : Un voyage au bout de l'enfer : 7-11 juin 1944, Bayeux, Éditions Heimdal, 1991, 79 p. (BNF 35606510)
- Les Canadiens face à la Hitlerjugend, vol. II : Mourir pour l'abbaye d'Ardenne : Buron la sanglante, Bayeux, Éditions Heimdal, 1992, 63 p. (BNF 35606510)
- La Garde contre la Hohenstaufen  (en collaboration avec Michel Leteinturier), Bayeux, Éditions Heimdal, 1992, 62 p. (BNF 35605100)
- Omaha : la sanglante  (en collaboration avec Laurent Mari), Bayeux, Éditions Heimdal, coll. « Normandie 1944 », 1993, 80 p. (ISBN 2-84048-023-9, BNF 35726223)
- Pegasus bridge : 6e Airborne : jour J à Bénouville-Ranville  (en collaboration avec Jean-Pierre Benamou et Philippe Lejuée ; avec la participation de Michel Guillou, Eric Miquelon et Yann Barbier), Bayeux, Éditions Heimdal, coll. « Normandie 1944 », 1993, 64 p. (ISBN 2-84048-020-4, BNF 35726217)
- Goodwood : bombardement géant anti-panzers : 1 000 chars attaquent à l'est de Caen  (en collaboration avec Jean-Pierre Benamou ; avec la participation de Christophe Dufourg-Burg), Bayeux, Éditions Heimdal, coll. « Normandie 1944 », 1993, 80 p. (ISBN 2-84048-028-X, BNF 35682607)
- Les débuts du nazisme avec Emil Maurice, l’ami juif de Hitler, Éditions Heimdal, 2020,  (ISBN 978-2840484431)